# Kendrick Lamar
Kendrick Lamar Duckworth (Compton, 17 giugno 1987) è un rapper, cantautore e produttore discografico statunitense.
Conosciuto anche come il «Re dell'Hip-Hop», nei primi anni duemila è stato tra i molti rapper emersi dalla scena underground di Los Angeles, dove ha poi raggiunto la notorietà internazionale dando inizio alla sua parabola di artista in continua evoluzione e per questo rinomato tra gli autori musicali per il suo stile largamente eclettico, che dalle radici hip-hop ha saputo rinnovare la propria musica esplorando un’ampia quantità di generi differenti tra cui rock alternativo, funk, jazz, soul, rhythm and blues, gospel, musica classica, elettronica e d’avanguardia. In virtù della straordinaria tecnica lirica, il flow flessibile e arguto e i complessi giochi ritmici che ne caratterizzano la consegna poetica, è spesso indicato tra i migliori artisti hip-hop di tutti i tempi, oltre che il rapper più influente della sua generazione.
Figura simbolo della West Coast, in oltre vent'anni di carriera ha venduto 100 milioni di copie tra album e singoli digitali in tutto il mondo, ricevendo numerosi riconoscimenti in virtù del suo impegno nell'industria musicale, tra i quali spiccano 22 Grammy Awards – è il terzo rapper con il maggior numero di vittorie nella storia della cerimonia dopo Kanye West e Jay-Z –, tre American Music Awards, sei Billboard Music Awards, 11 MTV Video Music Awards, 37 Bet Hip Hop Awards (di cui è l'artista più titolato di sempre) e una candidatura al Premio Oscar con il brano All the Stars (2018), realizzato insieme a SZA per il film campione d'incassi Black Panther. Gran parte dei suoi dischi sono, in genere, concept album i cui testi solitamente toccano temi vicini al razzismo, all'empowerment della comunità di colore e all'ingiustizia sociale. Nel 2012 MTV lo ha collocato in vetta alla sua lista dei «migliori MC nell'industria», e nel 2016 è stato inserito dalla rivista settimanale Time tra le cento persone più influenti al mondo.
Il 17 aprile 2018 Lamar ha vinto il Premio Pulitzer per la musica con l'album Damn, diventando il primo musicista al di fuori di jazz e musica classica ad aver ottenuto il prestigioso riconiscimento. Tre dei suoi progetti musicali sono inoltre stati citati nella lista dei 500 migliori album secondo Rolling Stone: To Pimp a Butterfly (al 19º posto), Good Kid, M.A.A.D City (115º posto) e il sopracitato Damn (175º posto).
Nel 2022, dopo cinque anni di pausa, Lamar ha pubblicato il doppio album Mr. Morale & The Big Steppers, con il quale ha concluso la sua avventura con TDE e Aftermath, promosso dall'omonima tournée mondiale, che è diventato il tour di un artista rap con i maggiori guadagni nella storia della musica, con oltre 110 milioni di dollari. Nel 2024, in seguito ad una faida con il rapper Drake grazie alla quale ha ottenuto le hit globali Like That e Not like Us, ha rilasciato a sorpresa il sesto album in studio GNX attraverso Interscope e PGLang, etichetta e casa di produzione da lui fondata insieme al collaboratore di lunga data Dave Free.
Il 10 febbraio 2025 si è esibito in una storica performance al Caesars Superdome di New Orleans in occasione dell'halftime show del Super Bowl LIX, in cui ha fatto registrare il primato d'ascolti della televisione americana con oltre 133,5 milioni di telespettatori.

## Biografia

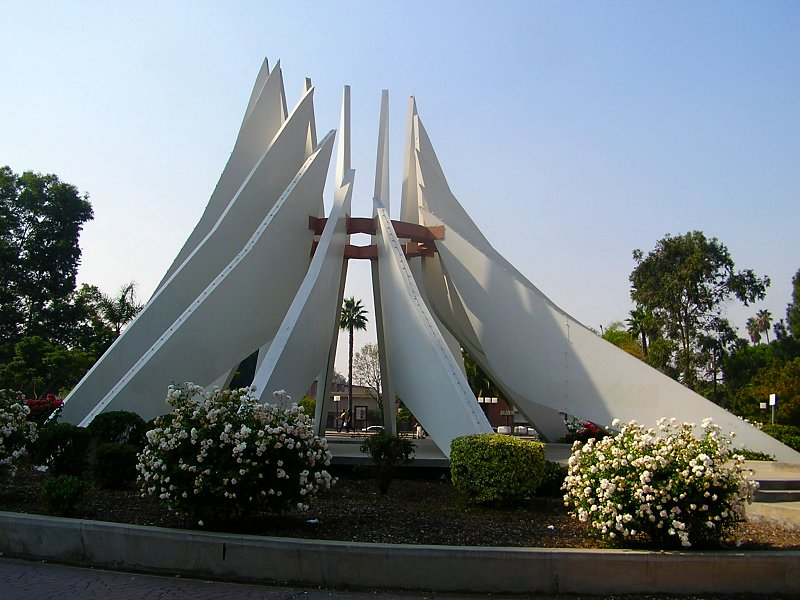
Monumento in memoria di Martin Luther King a Compton, divenuto simbolo della città.

Kendrick Lamar Duckworth è nato il 17 giugno 1987 a Compton, nella contea di Los Angeles, in California. È il primo dei quattro figli di una coppia originaria di Chicago (Illinois), formata da Kenneth "Kenny" Duckworth, dipendente presso KFC ed ex membro dei Gangster Disciples, una banda di strada del South Side di Chicago, da Paula Oliver, cassiera di McDonald's e che volle chiamare suo figlio in omaggio a Eddie Kendricks dei The Temptations. I genitori si trasferirono in California per allontanarsi dalla vita di strada viaggiando in treno con solamente 500 dollari rimasti in risparmio. È cugino del cestista NBA Nick Young e del rapper Baby Keem.
Lamar e la sua famiglia vivevano in alloggi popolari del programma Section 8 (da cui intitolerà l'album Section.80), dipendevano dall'assistenza sociale e dai buoni pasto e hanno vissuto periodi senza una casa. Sebbene non fosse membro di una gang in particolare, è cresciuto a stretto contatto con affiliati dei Westside Pirus.
Fu introdotto alla brutalità della polizia dopo aver vissuto il primo giorno delle rivolte di Los Angeles del 1992. Quando aveva cinque anni, assistette per la prima volta a un omicidio mentre era seduto fuori dal suo appartamento: un giovane spacciatore venne ucciso in una sparatoria da un'auto in corsa. "Mi ha colpito profondamente in quel momento", ammise in seguito a NPR Music.
A scuola, Lamar era uno studente tranquillo ed eccelleva negli studi-. La sua insegnante di prima elementare alla Robert E. McNair Elementary School lo incoraggiò a diventare scrittore dopo averlo sentito usare correttamente la parola "audacia". Quando frequentava il settimo anno alla Vanguard Learning Center, il suo insegnante di inglese, Regis Inge, lo introdusse alla poesia. Inge integrò questa forma letteraria nel suo programma scolastico in risposta alle crescenti tensioni razziali tra gli studenti. Grazie alla connessione con l'hip hop, Lamar studiò rime, metafore e doppi sensi, appassionandosi alla scrittura di canzoni. 
Nel 1995, all'età di otto anni, nella sua città natale di Compton, Lamar ha visto i suoi idoli Tupac Shakur e Dr. Dre filmare il video musicale del loro singolo di successo California Love, che si è rivelato essere un momento molto significativo nella sua vita.

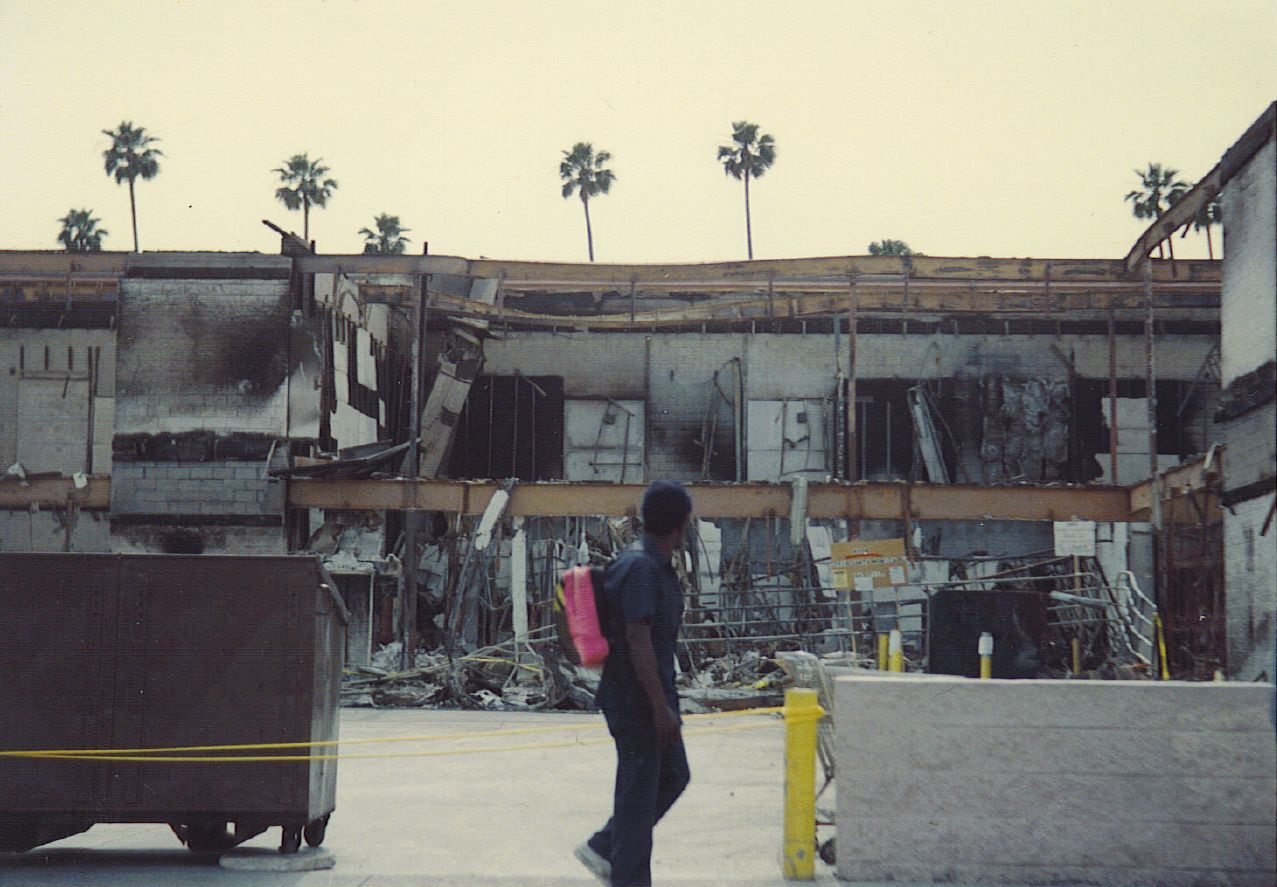
Le conseguenze delle proteste del '92

Lamar frequentò la Centennial High School. 
Nonostante i suoi tentativi di evitarla, Lamar divenne presto profondamente immerso nella cultura delle gang di Compton, il che portò a numerosi episodi spiacevoli (ad esempio una brutta reazione dopo avere fumato una canna mischiata a crack, di cui si parla in m.A.A.d. city ), scontri, oltre che alla partecipazione in rapine e furti (vedi The Art of Peer Pressure).  
A 16 anni, Lamar fu battezzato e si convertì al cristianesimo dopo la morte di un amico. Si diplomò al liceo nel 2005 con il massimo dei voti. Pensò di studiare psicologia e astronomia all'università, ma sospese i suoi studi per concentrarsi sulla carriera musicale.

## Carriera

### 2004–2010: esordi
Nel 2004, all'età di 16 anni, pubblica sotto lo pseudonimo K-Dot il suo primo mixtape, intitolato Y.H.N.I.C. In seguito ottiene un contratto discografico con l'etichetta discografica indipendente Top Dawg Entertainment (TDE) e negli anni successivi, fino al 2007, realizza altri mixtape. Nel 2008 appare nel videoclip del brano musicale All My Life (In the Ghetto) di Jay Rock. Nel 2009 abbandona lo pseudonimo K-Dot e si fa chiamare con il suo nome reale. Pubblica un EP nello stesso anno.
Nel settembre 2010 ha pubblicato il mixtape Overly Dedicated, in cui sono presenti tra gli altri Schoolboy Q, Jhené Aiko e Ab-Soul. Agli inizi della sua carriera, prima di pubblicare il suo debutto discografico con una major, Lamar accumulò un grande seguito su Internet, e lavorò già con artisti popolari, tra i quali Dr. Dre, The Game, Drake, Young Jeezy, Talib Kweli, Busta Rhymes e Lil Wayne.

### 2011–2013:Section.80,Good Kid, M.A.A.D Citye il successo
Nel luglio 2011 per la Top Dawg Entertainment pubblica il suo primo album in studio Section.80, prodotto da un team composto da J. Cole, Wyldfyer, Terrace Martin e altri. Nel disco, anticipato dal singolo HiiiPoWeR, collaborano Schoolboy Q, Colin Munroe, Ab-Soul e altri artisti hip hop. Lamar fa parte del supergruppo di West Coast rap Black Hippy insieme ai compagni d'etichetta Jay Rock, Schoolboy Q e Ab-Soul. Il disco raggiunse la certificazione d'oro, dopo sei anni dalla pubblicazione.

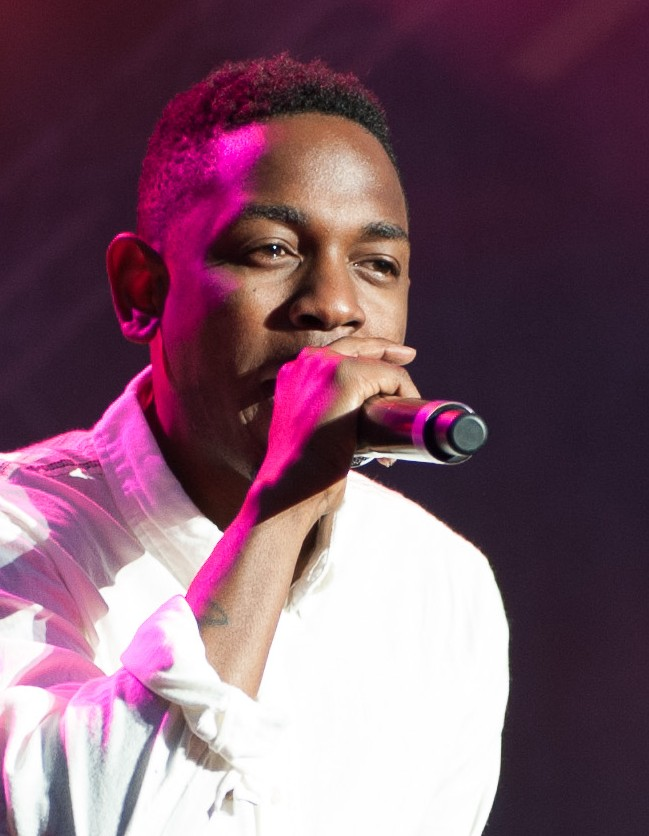
Kendrick Lamar si esibisce al Way Out West a Göteborg, in Svezia, nel 2013.

Il 22 ottobre 2012 uscì Good Kid, M.A.A.D City, che debuttò alla numero 2 della Billboard 200 facendo registrare 242.100 copie vendute nella prima settimana di disponibilità negli Stati Uniti. L'album fu pubblicato congiuntamente dalle etichette Top Dawg, Aftermath, Interscope, dove "M.A.A.D" sta per "My Angry Adolescence Divided e My Angel's on Angel Dust". Il produttore esecutivo di questo disco è Dr. Dre, a cui si sono affiancati tra gli altri Pharrell Williams, DJ Khalil, Just Blaze e altri. L'album ha raggiunto la posizione #2 della classifica Billboard 200 e ha ricevuto quattro nomination ai Grammy Awards 2014 tra cui quella come album dell'anno.
Tra il 2012 ed il 2014 ha collaborato con diversi artisti tra cui Tech N9ne, ASAP Rocky, Dido, Miguel, 50 Cent, Solange Knowles, Robin Thicke (Give It 2 U), Alicia Keys (It's On Again, per la colonna sonora di The Amazing Spider-Man 2 - Il potere di Electro), Flying Lotus e altri. In poco tempo, GKMC raggiunse la certificazione di platino, vendendo più di 1,400,000 copie. Nel videogioco del 2013 Grand Theft Auto V sono presenti due sue canzoni nella stazione radio "Radio Los Santos": Swimming Pools (Drank) presente in Good Kid, M.A.A.D City, il suo secondo album, e A.D.H.D. presente nel suo primo album Section.80. Kendrick Lamar è presente anche nelle canzoni Hood Gone Love It di Jay Rock e Collard Greens di Schoolboy Q, anch'esse presenti in Radio Los Santos.

### 2014–2016:To Pimp a ButterflyeUntitled Unmastered.

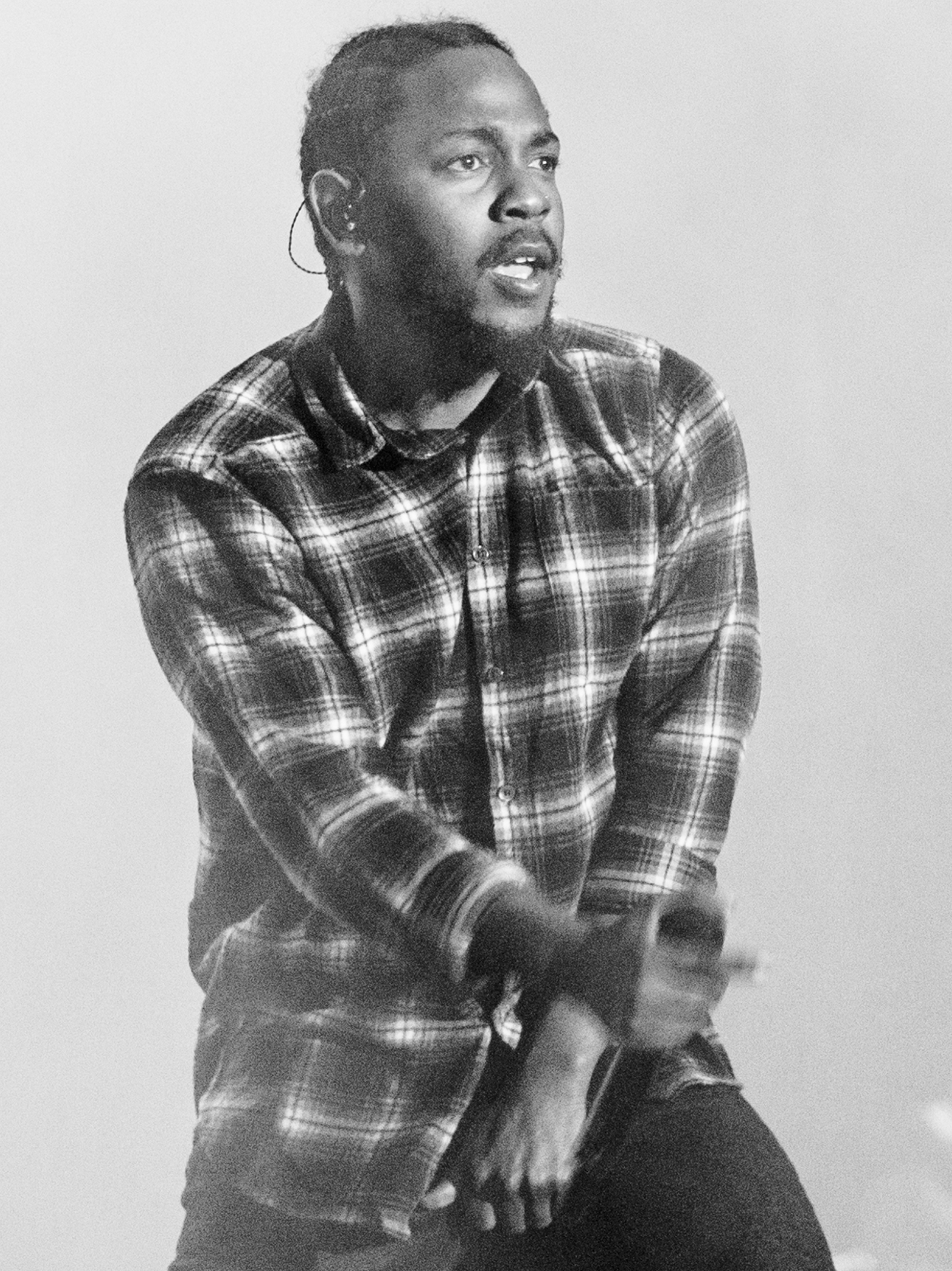
Kendrick Lamar nel 2016

In un'intervista concessa a Billboard nel febbraio 2014, Lamar ha rivelato di avere in programma la pubblicazione di un nuovo album entro il mese di settembre di quell'anno. Nel corso della stessa intervista, dove erano presenti anche Schoolboy Q, Anthony "Top Dawg" Tiffith e Dave Free, venne ipotizzata la possibilità di pubblicare un album da parte del collettivo dei Black Hippy. Il 31 luglio 2014, è stato annunciato che Lamar avrebbe presentato in anteprima il suo corto m.A.A.d al Sundance NEXT Fest di Los Angeles il 9 agosto. Il film si ispira appunto all'album Good Kid, M.A.A.D City ed è stato diretto da Kahlil Joseph, che aveva già lavorato con Lamar per lo Yeezus Tour.
Il 23 settembre 2014, Lamar ha pubblicato i come primo singolo estratto dal terzo album di inediti. Il 15 novembre successivo, Lamar è apparso al Saturday Night Live come ospite musicale, dove ha eseguito i e Pay for It, al fianco di Jay Rock. Nel mese di dicembre 2014, è stato annunciato che Lamar aveva iniziato una partnership per produrre abbigliamento sportivo con la nota marca Reebok. Il 17 dicembre 2014, Lamar ha debuttato con una nuova canzone non titolata per uno degli episodi finali di The Colbert Report.
Ai Grammy Awards 2015 Lamar si è aggiudicato due premi, uno come miglior miglior interpretazione rap e l'altra come miglior canzone rap per il singolo i. Il 9 febbraio viene invece messo in commercio il secondo singolo ufficiale estratto dall'album, intitolato The Blacker the Berry. Originariamente previsto per essere pubblicato il 23 marzo 2015, l'album To Pimp a Butterfly è stato distribuito con una settimana di anticipo il 16 marzo. L'album ha debuttato in cima alla Billboard 200 vendendo 324 000 copie nella prima settimana, e ha stabilito anche un record globale per quanto riguarda le riproduzioni in streaming durante il primo giorno di disponibilità su Spotify (9.6 milioni). Lamar è apparso poi sulla copertina della Rolling Stone; in quella circostanza il redattore Josh Eells lo ha definito «il più talentuoso rapper di questa generazione». Nel frattempo To Pimp a Butterfly raggiunse il disco di platino negli Stati Uniti.
Il 17 maggio 2015, Lamar ha collaborato insieme a Taylor Swift alla realizzazione del singolo Bad Blood. Esso ha raggiunto il primo posto della Billboard Hot 100 statunitense. To Pimp a Butterfly ha prodotto altri tre singoli accompagnati dai rispettivi video musicali: King Kunta, Alright e These Walls. Il video musicale di Alright ha ricevuto quattro candidature agli MTV Video Music Awards 2015. Anche la traccia For Free? (Interlude) è stata accompagnata da un video musicale, così come u e For Sale in quanto parte del cortometraggio God Is Gangsta.
Nei primi mesi del 2016, Kanye West ha collaborato con Lamar e ha pubblicato il brano No More Parties in L.A. attraverso la piattaforma SoundCloud. In seguito Lamar ha eseguito una nuova canzone, Untitled II al noto programma televisivo The Tonight Show Starring Jimmy Fallon nel mese di gennaio. Kendrick Lamar ha vinto altri cinque Grammy Awards nella 58ª edizione, tra cui miglior album rap per To Pimp a Butterfly. Durante la manifestazione, Lamar si è esibito sulle note di The Blacker the Berry e Alright. Sia Rolling Stone che Billboard lo hanno definito come il momento più bello della serata, aggiungendo anche che potrebbe essere facilmente ricordato come uno dei migliori spettacoli televisivi in diretta della storia.
Il 4 marzo 2016 Lamar ha pubblicato una compilation senza titolo Untitled Unmastered, che contiene otto tracce senza titolo ma datate; il rapper ha poi confermato si trattasse di demo incompiute risalenti al periodi di registrazione di To Pimp a Butterfly. Ciononostante, la raccolta ha debuttato direttamente in cima alla Billboard 200.

### 2017–2018:DAMN.e la colonna sonora diBlack Panther

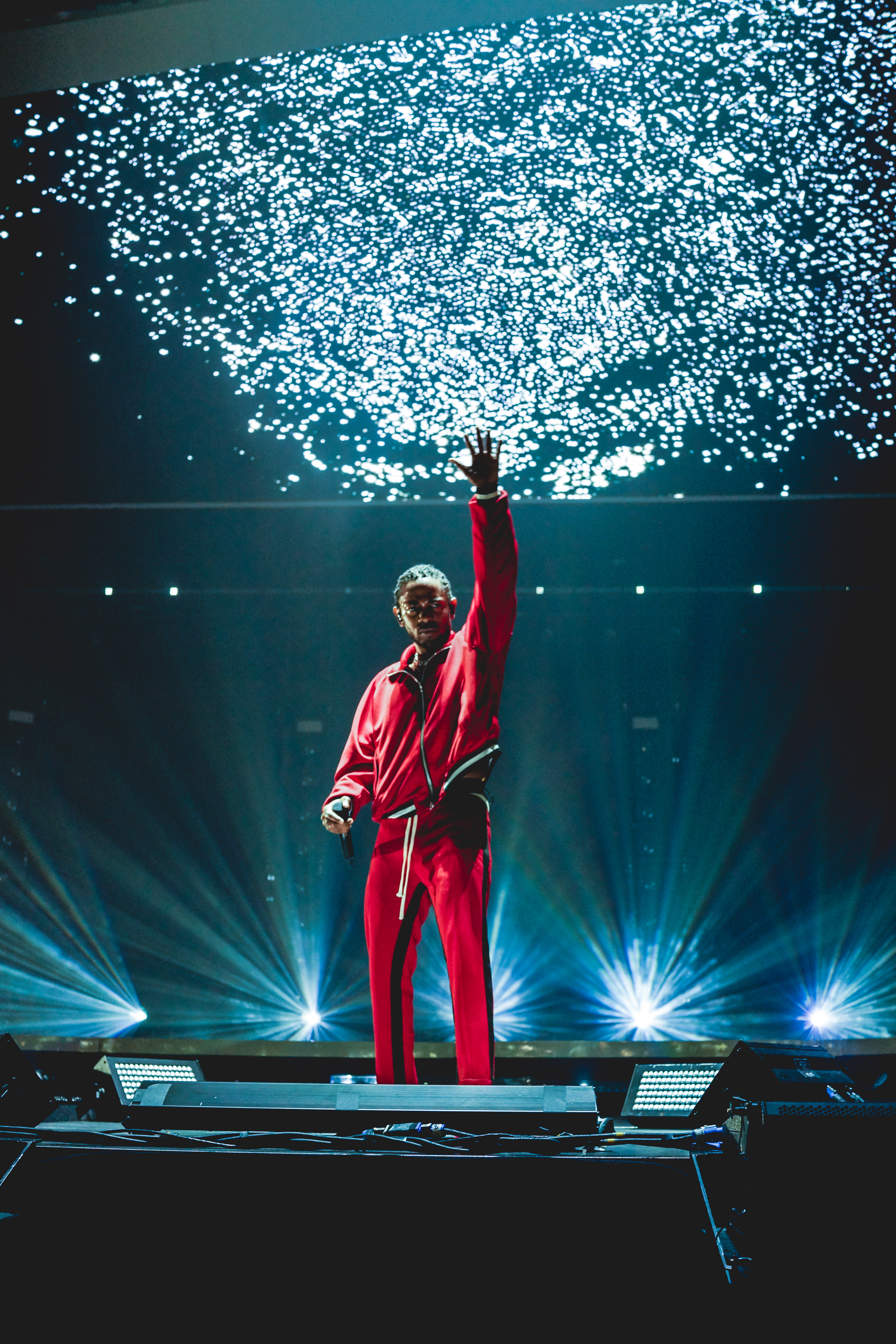
Kendrick Lamar si esibisce al TD Garden di Boston il 22 luglio 2017 durante il DAMN. Tour.

Il 23 marzo 2017 Kendrick Lamar pubblicò il singolo promozionale The Heart Part 4, cui fece seguito il 7 aprile l'annuncio ufficiale del rispettivo album, fissata per la settimana dopo, e quattro giorni più tardi ne venne rivelato il titolo, Damn, la copertina e la lista delle tracce presenti, fra cui delle collaborazioni con Rihanna, Zacari e gli U2.
Il singolo di lancio dell'album, Humble, raggiunse la 1ª posizione della Billboard Hot 100, rendendolo così il primo brano dell'artista ad essere mai arrivato in cima alle classifiche degli Stati Uniti, da cui venne sostituito da That's What I Like di Bruno Mars dopo una sola settimana di permanenza, restando in Top 10 per altre 15 consecutive e vendendo più di 10 milioni di copie a livello globale, 7 delle quali in patria, in virtù delle quali diventò il singolo di maggior successo dello stesso Lamar. Grazie al relativo videoclip, diretto da Dave Meyers e pubblicato il 30 marzo, alla 34ª edizione degli MTV Video Music Awards Lamar si presentò come artista più nominato alla cerimonia, durante la quale vinse sei premi su 8 candidature, tra cui quello di Video dell'anno. Il 18 aprile venne diffuso il video musicale di DNA, che si ferma alla posizione nº2 della Singles Chart di Billboard.
Il 24 aprile uscì DAMN., che debuttò in vetta alla Billboard 200 vendendo 603.000 copie nella prima settimana di disponibilità negli Stati Uniti, mentre tutte le quattordici tracce dell'album riuscirono a classificarsi all'interno della Billboard Hot 100 e dopo due settimane venne certificato come disco di platino negli Stati Uniti. Il 27 giugno venne diffuso il video di Element, e il 28 luglio 2017 fu estratto come secondo singolo ufficiale Loyalty insieme a Rihanna, anche questo accompagnato dal relativo videoclip musicale. Il 2 ottobre è invece il turno del terzo singolo Love che vede la collaborazione del cantante Zacari.
Grazie a DAMN., Kendrick Lamar riscuote sette candidature ai Grammy Awards 2018, inclusa quella di album dell'anno. Il rapper si aggiudica cinque statuette: miglior album rap per DAMN., miglior interpretazione rap, miglior canzone rap e miglior video musicale per HUMBLE., miglior collaborazione con un artista rap per LOYALTY. Qualche mese più tardi, e più precisamente il 17 aprile 2018, DAMN. viene premiato con il Premio Pulitzer per la musica; Lamar è diventato in tal modo il primo rapper a ricevere il prestigioso riconoscimento.
Il 4 gennaio 2018 pubblica il singolo All the Stars in collaborazione con SZA, rilasciato come primo estratto da Black Panther: The Album, colonna sonora dell'omonimo film della Marvel. Il 2 febbraio viene rilasciato in collaborazione con The Weeknd il secondo singolo, Pray for Me. Il successivo 9 febbraio viene pubblicato per intero Black Panther: The Album. Per la realizzazione di questo album, Lamar e Top Dawg Entertainment hanno collaborato con diversi artisti, quali SZA, Future, The Weeknd, Travis Scott, James Blake, Jay Rock, Saudi e Swae Lee. Il singolo All the Stars fu nominato per l'Oscar alla migliore canzone agli Oscar 2019 e al Golden Globe per la migliore canzone originale ai Golden Globe 2019 e ha ricevuto quattro candidature ai Grammy Awards 2019, due delle quali come Canzone dell'anno e Registrazione dell'anno.

### 2019–2023:Mr. Morale & the Big Steppers
Il 25 aprile 2019, viene reso ufficiale il lancio dell'etichetta pgLang, fondata da Dave Free e lo stesso Lamar che, il 20 agosto 2021, subito dopo aver concluso un periodo di quattro anni di pausa, pubblica una nota sul sito oklama.com in cui annuncia la fine del proprio percorso artistico con la Top Dawg dopo l'uscita del suo futuro quinto album in studio. Sette giorni più tardi partecipa come ospite a tre brani dell'album d'esordio del cugino Baby Keem The Melodic Blue, fra cui il singolo Family Ties, il quale viene premiato agli annuali Grammy Awards come Miglior interpretazione rap. Il 14 febbraio si esibisce durante l'Halftime Show, lo spettacolo di metà gara del Super Bowl LVI, svoltosi al SoFi Stadium di Inglewood insieme a Dr. Dre, Eminem, Mary J. Blige e Snoop Dogg, una performance che gli vale il ricevimento del Primetime Emmy Awards per il Miglior varietà live. Come d'abitudine prima dell'uscita di un nuovo disco, il 9 maggio viene reso disponibile un nuovo singolo, intitolato The Heart Part 5, mentre due giorni più tardi svela su Instagram la copertina dell'album.

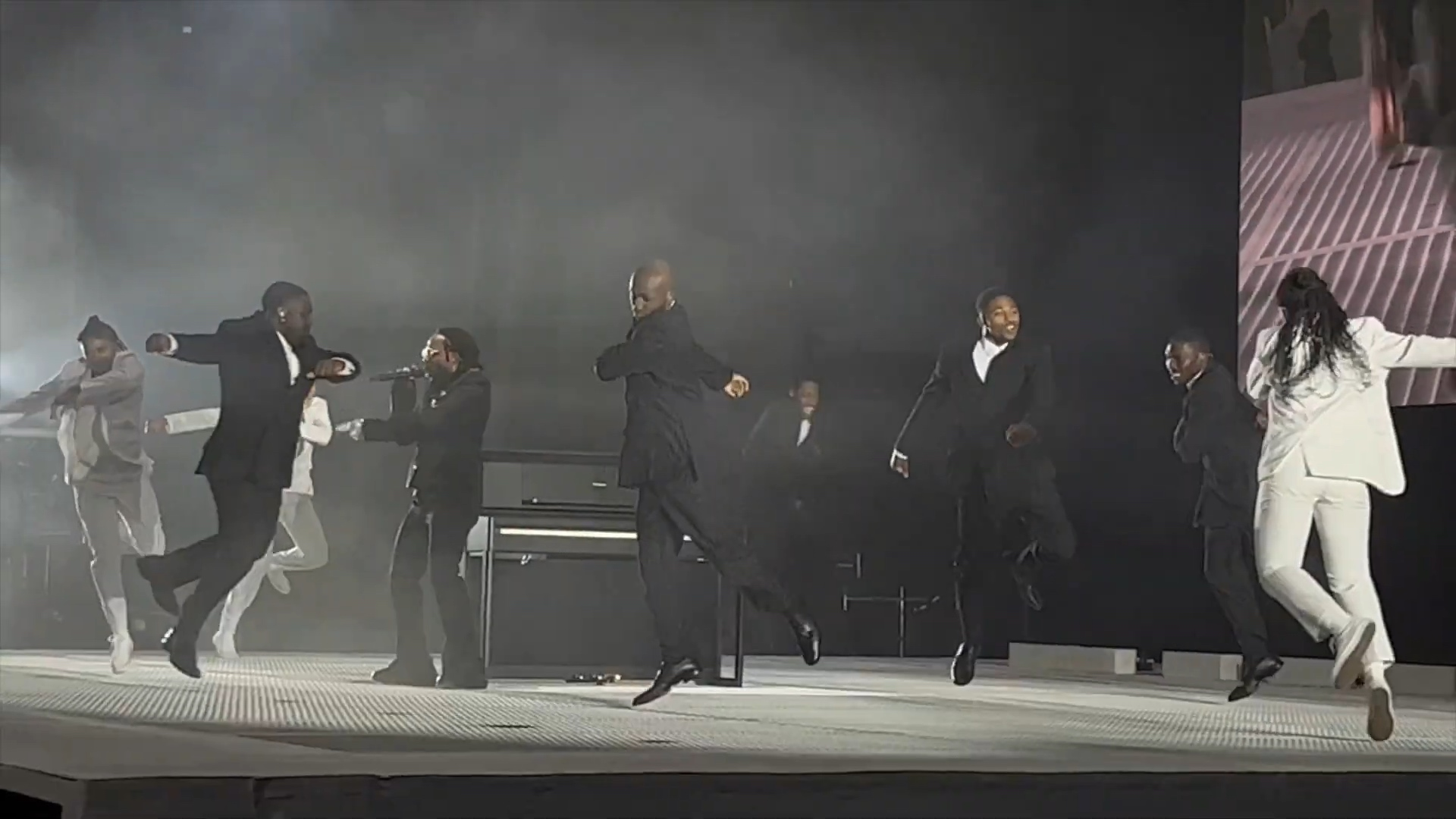
Kendrick Lamar si esibisce con Humble allo Spectrum Center di Charlotte durante il The Big Steppers Tour nel 2022.

Il 13 maggio 2022 pubblica il doppio album Mr. Morale & the Big Steppers, che debutta alla 1ª posizione sulla Billboard 200 negli Stati Uniti (quarto album consecutivo di Lamar a riuscirvi), facendo registrare una vendita di 295.000 copie nella prima settimana di disponibilità, e raggiunge la vetta delle classifiche musicali in altri 12 Paesi del mondo, oltre a ricevere il plauso universale della critica. Il 23 giugno si esibisce all'interno del Louvre durante la sfilata Uomo Primavera/Estate 2023 di Louis Vuitton in occasione della settimana della moda di Parigi e in memoria del compianto direttore artistico Virgil Abloh, cui ha fatto seguito in serata il concerto inaugurale del The Big Steppers Tour in promozione all'album, svoltosi presso l'Ippodromo San Siro di Milano davanti a più di 24.000 fan, mentre tre giorni più tardi partecipa in qualità di headliner al Glastonbury Festival.
Nel 2023, alla 65ª edizione dei Grammy Awards tenutasi il 5 febbraio allo Staples Center di Los Angeles, è risultato l'artista più nominato della serata con 8 candidature, tra cui quella di album dell'anno per la terza volta consecutiva, alle spalle della sola Beyoncé (9), vincendo tre statuette: con The Heart Part 5 si è aggiudicato infatti le categorie di miglior canzone rap e miglior interpretazione rap, mentre grazie a Mr. Morale & the Big Steppers vince per la terza volta consecutiva il premio di miglior album rap. Con 17 Grammy diventa così l'artista hip-hop più titolato nella storia della manifestazione dopo Kanye West e Jay-Z (entrambi a quota 24).
Il 20 maggio di quell'anno ha partecipato al remix del brano di Beyoncé America Has a Problem e messo in commercio insieme a Baby Keem il singolo The Hillbillies. Nei mesi successivi è stato premiato in quattro categorie ai BET Awards, è apparso nel film Renaissance: a Film by Beyoncé e ha prodotto esecutivamente insieme a Dave Free e Baby Keem il cortometraggio di Keem The Melodic Blue.

### 2024–oggi:GNX, Super Bowl LIX e tournée con SZA

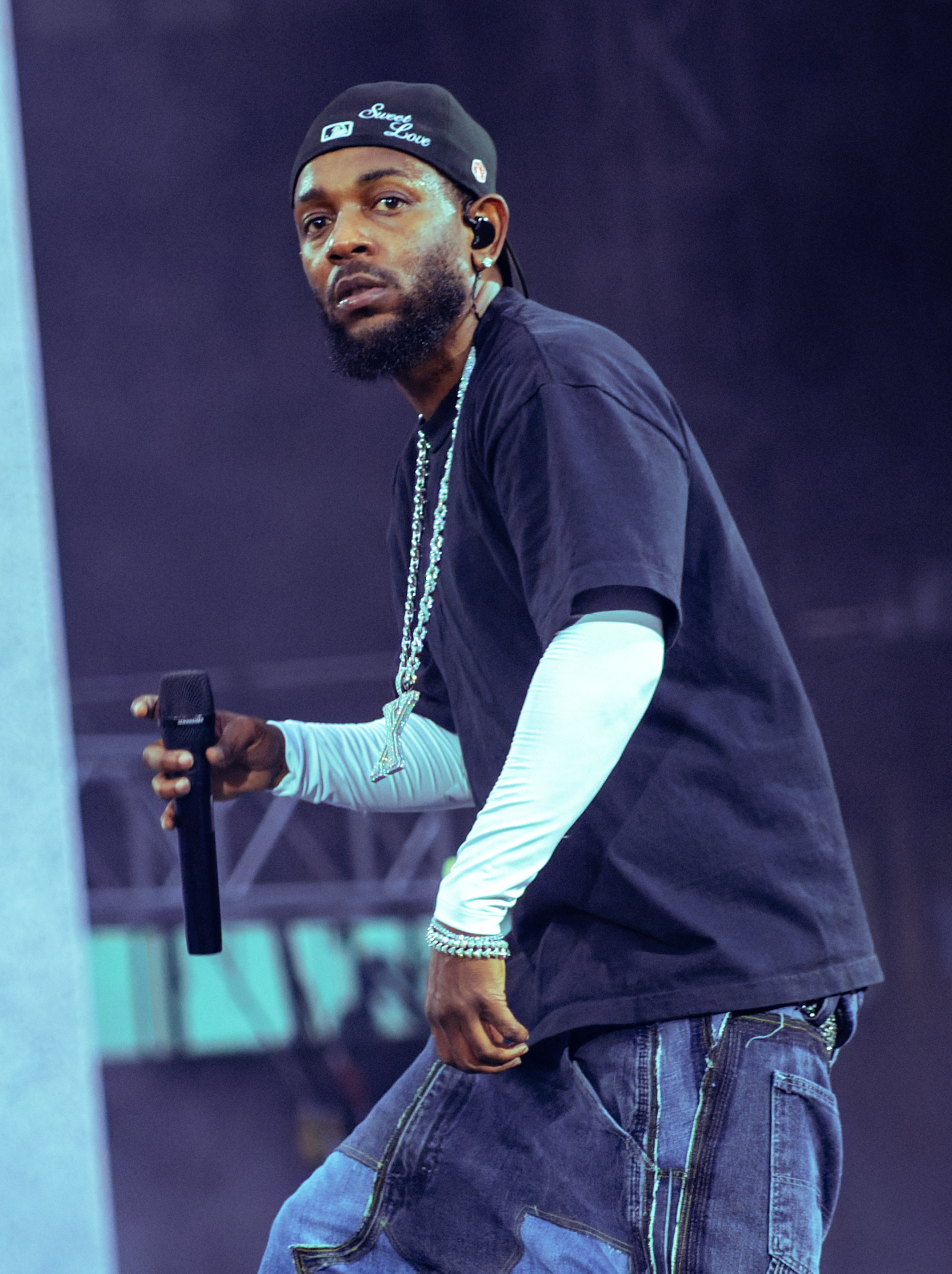
Kendrick Lamar si esibisce a Londra durante il Grand National Tour.

Il 22 marzo 2024 partecipa al singolo Like That, contenuto all'interno dell'album collaborativo di Future e Metro Boomin We Don't Trust You, che ha ricevuto un'enorme attenzione mediatica proprio in virtù della strofa di Lamar, nella quale questi ha dissato i colleghi Drake e J. Cole, e contribuendo in tal modo a far scaturire un'autentica "guerra civile" destinata a protrasi a lungo nei mesi successivi e che avrebbe visto protagonisti diversi altri nomi illustri della scena hip-hop. Il singolo ha esordito direttamente al 1º posto della Billboard Hot 100, diventando il terzo brano di Lamar a raggiungere tale traguardo, e ne ha mantenuto la vetta per tre settimane. La replica di J. Cole è in seguito arrivata con il brano 7 Minute Drill, salvo poi scusarsi con Lamar e rimuovendolo dalle piattaforme di streaming digitale, mentre Drake ha voluto replicare con una diss track intitolata Push Ups, pubblicando su Instagram un brano contenente strofe cantate dalle voci di Tupac Shakur e Snoop Dogg realizzate con l'intelligenza artificiale, ma venendo poi costretto a rimuoverlo quando gli eredi dello stesso Tupac Shakur hanno minacciato di intentare causa nei suoi confronti. La risposta di Lamar a Drake è arrivata il 30 aprile con una diss track dalla durata di sei minuti intitolata Euphoria, cui ha fatto seguito quattro giorni più tardi la pubblicazione sul suo profilo Instagram una seconda diss track, ovvero 6:16 in LA.
Il 3 maggio Drake ha pubblicato Family Matters, alla quale Kendrick ha risposto dopo meno di un'ora prima con Meet the Grahams, e poi con Not like Us il giorno successivo, nella quali accusava Drake di pedofilia e di nascondere una figlia (mai trovata). In risposta a quest'ultima, Drake ha pubblicato The Heart Part 6, in cui il rapper canadese ha rifiutato le affermazioni di Lamar e lo ha accusato, come aveva fatto in Family Matters, di infedeltà e violenza domestica nei confronti della compagna Whitney Alford; tuttavia quest'ultimo brano ha ricevuto reazioni perlopiù negative dalla critica e dal pubblico. Successivamente Not like Us ha raggiunto la prima posizione negli Stati Uniti e vi è ritornato due mesi dopo grazie alla pubblicazione del video musicale, diventando una hit globale e vendendo dopo solo tre mesi più di cinque milioni di copie negli Stati Uniti, salite poi a 10 milioni alla fine dell'anno. Grazie a ciò, Kendrick Lamar è stato decretato vincitore da gran parte del pubblico e dalla stampa specializzata.
Conclusa la faida, il 19 giugno ha tenuto al Kia Forum di Inglewood un'esibizione denominata The Pop Out: Ken & Friends, che ha visto la partecipazione di diversi artisti e personalità dell'area losangelina tra cui Dr. Dre, Tyler, the Creator, Schoolboy Q, Ab-Soul, Jay Rock, Steve Lacy, Mustard, Ty Dolla Sign e Roddy Ricch. Il concerto è stato indicato da molti come il "giro di vittoria" di Kendrick Lamar, mentre l'11 settembre questi ha pubblicato sul suo profilo Instagram un nuovo brano senza titolo (che i fans però hanno inizialmente chiamato "Watch The Party Die"). Il 22 novembre ha rilasciato su YouTube un trailer chiamato GNX e poche ore dopo ha pubblicato a sorpresa un omonimo album di dodici tracce inedite, e con esso il primo estratto, intitolato Squabble Up, seguito tre giorni dopo dal relativo il video musicale.
Il 10 febbraio 2025 si è esibito insieme a SZA al Caesars Superdome di New Orleans in occasione dell'halftime show del Super Bowl LIX, in cui ha fatto registrare il primato d'ascolti della televisione americana con oltre 133,5 milioni di telespettatori, superando il record stabilito nel 1993 da Michael Jackson. La coppia di artisti ha poi intrapreso, in supporto a GNX e alla ristampa dell'album SOS, un tour congiunto negli stadi di Nord America ed Europa nel corso della primavera/estate 2025, poi esteso, rispetto al programma originale, anche al pubblico sudamericano e oceaniano, ovvero il Grand National Tour.
Il 14 marzo dello stesso anno Lamar ha partecipato in qualità di artista ospite ai brani Backd00r, Good Credit e Mojo Jojo contenuti nell'album Music di Playboi Carti, mentre l'11 luglio è apparso insieme a Pharrell Williams e Lenny Kravitz nel singolo Chains & Whips, primo estratto dall'album dei Clipse Let God Sort Em Out.

## Stile e influenze

### Voce

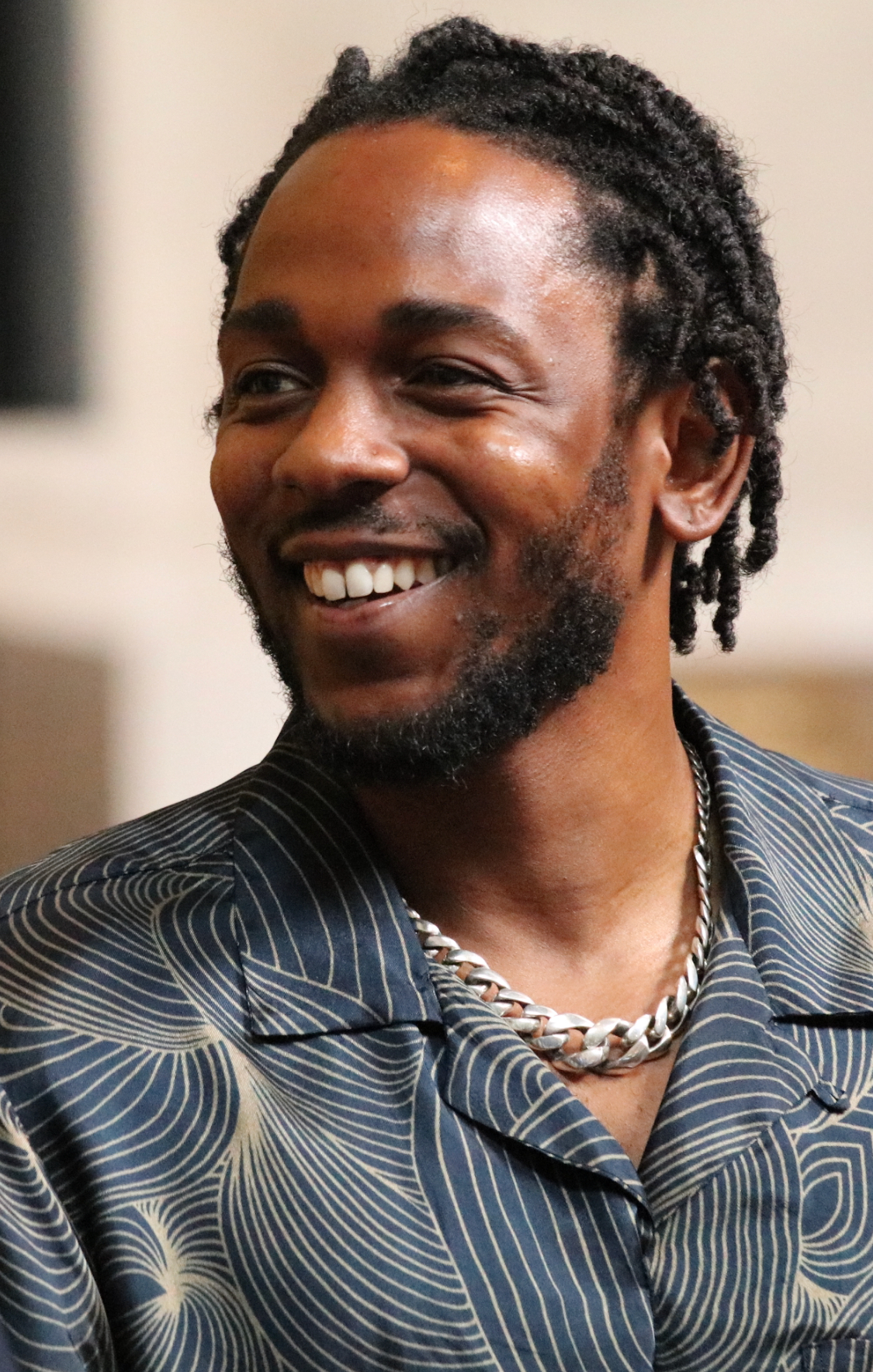
Kendrick Lamar alla cerimonia di assegnazione del Premio Pulitzer per la musica nel 2018.

In un'intervista del 2011 con Rolling Stone, Lamar ha citato Mos Def e Snoop Dogg come rapper che ha ascoltato e dai quali è stato influenzato durante i suoi primi anni. Ha anche citato il rapper DMX come una delle sue influenze: «[DMX] mi ha davvero fatto partire con la musica», ha spiegato Lamar in un'intervista al Power 99 di Filadelfia. Ha anche dichiarato Eazy-E come influenza musicale in un post di Complex, affermando: «non sarei qui oggi se non fosse per Eazy-E».
Lamar cita anche Prodigy dei Mobb Deep, Eminem, Snoop Dogg e Lil Wayne come sue influenze, affermando di essere cresciuto ascoltando Rakim, Dr. Dre e Tha Dogg Pound. Nel gennaio 2013, quando gli è stato chiesto di nominare tre rapper che hanno avuto un ruolo sostanziale nel suo stile, Lamar ha detto: «probabilmente sono più influenzato dalla West Coast. Un po' di Kurupt, 2Pac, con parte del contenuto di Ice Cube». Lamar ha dichiarato di essere stato influenzato dal trombettista jazz Miles Davis e dai Parliament-Funkadelic durante la registrazione di To Pimp a Butterfly.
I progetti di Lamar sono in genere dei concept album. I critici hanno trovato Good Kid, M.A.A.D City pesantemente influenzato dalla West Coast e dal gangsta rap degli anni '90. Il suo terzo album in studio To Pimp a Butterfly incorpora elementi funk, jazz, soul e poesia orale.
Definito da Pitchfork come un «rapper commercialmente radiofonico ma apertamente politico», Lamar è un «maestro della narrazione» e i suoi testi sono stati descritti come una «katana/lama affilata». Billboard ha descritto il suo lirismo come «shakespeariano».

## Altre attività
Nel 2011 Lamar ha realizzato una canzone originale con il produttore discografico Nosaj Thing per promuovere il telefono Microsoft Windows nel 2011. Nel 2014 ha partecipato al fianco del disc jockey Calvin Harris e della cantante Ellie Goulding in una campagna di marketing per il marchio di alcolici Bacardi. In qualità di azionista di minoranza della Top Dawg Entertainment, Lamar ha fatto da produttore esecutivo per la branca cinematografica dell'etichetta. Ha collaborato con American Express per le campagne pubblicitarie di Art Basel e Small Business Saturday ed è un angel investor nella piattaforma di creazione musicale EngineEars.
Lamar ha anche collaborato con diversi stilisti e brand: è stato coinvolto nella progettazione di sneakers Reebok come ambasciatore del marchio, prima di passare alla Nike. Ha lavorato in diverse occasioni con le stiliste Grace Wales Bonner e Martine Rose; attraverso i loro rispettivi marchi omonimi, hanno vestito Lamar per diversi eventi pubblici. Per la collezione autunno/inverno 2023 di Bonner, Lamar ha lavorato con Sampha e Duval Timothy per la colonna sonora dello show. Attraverso PGLang, la etichetta discografica di sua proprietà, ha composto la partitura e co-progettato il palco per la collezione haute couture primavera/estate 2024 di Chanel.

## Vita privata

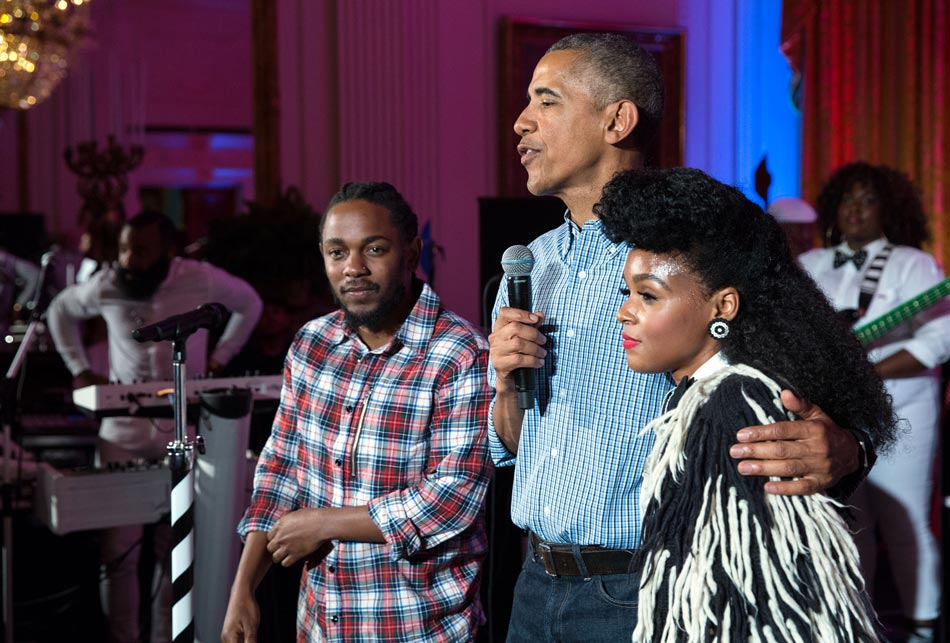
Kendrick Lamar viene ricevuto alla Casa Bianca durante i festeggiamenti per il Giorno dell'Indipendenza dal Presidente degli Stati Uniti Barack Obama insieme alla cantante Janelle Monáe.

Nel 2006, durante gli anni alla Centennial High School, Lamar iniziò a frequentare l'estetista Whitney Alford, con cui ha dichiarato di essersi fidanzato nell'aprile 2015 in un'intervista al The Breakfast Club. La coppia ha avuto due figli, Uzi (nata a luglio 2019), ed Enock.
È un tifoso delle tre principali franchigie losangeline dei maggiori campionati sportivi professionistici americani: i Los Angeles Lakers, squadra di pallacanestro dell'NBA, i Los Angeles Dodgers dell'MLB e i Los Angeles Rams, squadra della National Football League.
In passato era un assiduo fumatore di marijuana, ma in seguito ha smesso.
Vicino alle istanze del Partito Democratico statunitense, ha appoggiato sia Barack Obama che Joe Biden alle elezioni presidenziali.

## Discografia
- 2011 – Section.80
- 2012 – Good Kid, M.A.A.D City
- 2015 – To Pimp a Butterfly
- 2017 – Damn
- 2022 – Mr. Morale & the Big Steppers
- 2024 – GNX

## Tournée

### Come artista principale
- 2013 – Good Kid, M.A.A.D City World Tour
- 2015 – Kunta's Groove Sessions
- 2017/18 – The Damn Tour
- 2022  – The Big Steppers Tour
- 2025 – Grand National Tour (con SZA)

### Con altri artisti
- 2018 – The Championship Tour (con gli artisti di TDE)

### Artista ospite
- 2012 – Club Paradise Tour di Drake[175]
- 2013/14 – The Yeezus Tour di Kanye West[175]

## Filmografia

### Cinema
- Kendrick Lamar Live: The Big Steppers Tour, regia di Mike Carson, Dave Free e Mark Ritchie –film documentario (2022)
- Renaissance: a film by Beyoncé, regia di Beyoncé – film documentario (2023)

### Televisione
- Power – serie TV, episodio 5x05 (2018)[176]
- Hip Hop: The Songs That Shook America – docuserie (2019)

### Doppiatore
- Piece by Piece, regia di Morgan Neville (2024)

## Doppiatori italiani
Nelle versioni in italiano delle opere in cui ha recitato, Kendrick Lamar è stato doppiato da:
- Alessio Puccio in Power

Da doppiatore è sostituito da:
- Alessandro Budroni in Piece by Piece